# عرفاء
العرفاء (الاسم العلمي: Cristispira) هي جنس من البكتيريا يتبع الفصيلة البوريلية من رتبة الملتويات.

## أنواع العرفاء
هناك نوع وحيد معروف لجنس العرفاء وهي العرفاء الممشطية.